# 1722 Goffin
1722 Goffin (1938 EG) là một tiểu hành tinh vành đai chính được phát hiện ngày 23 tháng 2 năm 1938 bởi Delporte, E. ở Uccle.